# Pílades (fresc)
Pílades és un fresc provinent de la de Vil·la d'Ariadna, trobat durant les excavacions arqueològiques de l'antiga ciutat d'Estàbia (l'actual Castellammare di Stabia) i conservat a l'Antiquarium stabiano.

## Història i descripció
El fresc data de la segona meitat del segle i i va ser pintat en una paret del triclini de Villa Arianna, la mateixa sala on es representa el fresc que dona nom a la vil·la. Trobat fragmentat durant les excavacions arqueològiques dirigides per Libero D'Orsi durant el 1950, va ser recompost i allotjat a l'Antiquarium stabiano per la seva conservació.
El personatge principal del fresc s'identifica com a Pílades, i probablement els altres protagonistes de la tragèdia d'Eurípides devien estar representats a la resta de la paret. L'home està en una postura heroica, vestit amb una clàmide i un braç a l'esquena, com un presoner amb les mans lligades. El rostre té trets ben marcats, com el nas i l'orella accentuats i els cabells arrissats molt gruixuts, encara que curts, com estava de moda durant l'època neroniana. La mirada és intensa i el cap, quasi de perfil, gira cap a l'esquerra, en contraposició a la resta del cos, que en canvi sembla girar cap a la dreta. Aquesta postura era una tipologia típica de l'art hel·lenístic, recollida durant l'època romana. Als peus de Pílades hi ha una catifa oriental.